# Оман на літніх Олімпійських іграх 1996
Оман брав участь у  Літніх Олімпійських іграх 1996 року в Атланті (США) вчетверте за свою історію. За спортивну честь країни боролися 4 спортсмени у 4 видах спорту (легка атлетика, велоспорт, плавання, і стрільба), але жодної медалі не завоювали. Прапороносцем був Халіфа Аль Хатрі.